# غابرييل غوميز (لاعب كرة قدم)
غابرييل غوميز هو لاعب كرة قدم أرجنتيني، ولد في 4 أبريل 1997 في بوينس آيرس في الأرجنتين.